# Zé Amaro
José Amaro (Guimarães, 1 de julho de 1973), conhecido com o nome artístico Zé Amaro, é um cantor português. É conhecido como o "Cowboy português" por associar a sua imagem a esta personagem e também pela sua música reconhecida "Cowboy Apaixonado". A vila de Ponte, Guimarães, reconheceu-o como embaixador nobre, pelo seu "trabalho e apoio em áreas socialmente relevantes para a comunidade, promovendo o bem comum".

## Carreira
Zé Amaro é o conhecido Cowboy Português, com um estilo Country, pioneiro em Portugal e reconhecido pela interpretação de temas românticos, tradicionais e músicas de cariz mais popular. Ao longo dos anos, conquistou uma vasta legião de fãs em Portugal e além-fronteiras.

## Álbuns
Lançou os seguintes álbuns:
- Abril de 2007 - O Coração da Gente Chora
- Abril de 2008 - Nortenho de Coração
- Maio de 2009 - Amor de Primavera
- Maio de 2011 - Amor de Verão (Disco de Platina)[5]
- 2012 - Cowboy, Cantor e Violeiro (CD e DVD gravado ao vivo)
- Junho de 2013 - Obrigado Fãs
- Junho de 2014 - Ao vivo no seu melhor (gravado ao vivo)
- 2015 - Cowboy Apaixonado
- 2016 - O Meu Caminho (estúdio e ao vivo)
- 2017 - 10 Anos ao Vivo (gravado ao vivo no Multiusos de Guimarães)
- 2018 - A Minha Estrada
- 2019 - Homem de Sonhos
- 2021 - Ao Vivo no Super Bock Arena
- 2023 - Nó que não desata
- 2024 - Ao Vivo no Coliseu de Lisboa - Só Originais (gravado ao vivo)

Até ao momento conta já com 15 trabalhos discográficos, e todos eles medalhados entre ouro e platina, obteve um total de 10 discos de ouro, 5 de platina e 2 DVDs de ouro.
Para celebrar os 15 anos de carreira, deu concertos nos Coliseus do Porto e Lisboa.